# Copa Acción de San Lorenzo
De Copa Acción de San Lorenzo was een autorace in de Argentijnse plaats Rosario in het Parque Independencia. De race maakte van 1947 tot 1949 deel uit van de grand-prixseizoenen en was in 1950 ook een niet-kampioenschapsronde in de Formule 1.

## Winnaars van de grand prix
- Hier worden alleen de races aangegeven die plaatsvonden tijdens de grand-prixseizoenen tot 1949 en Formule 1-races vanaf 1950.

| Jaar | Coureur             | Constructeur  | Locatie              | Verslag |
| ---- | ------------------- | ------------- | -------------------- | ------- |
| 1950 | Luigi Villoresi     | Ferrari       | Parque Independencia | Verslag |
| 1949 | Giuseppe Farina     | Ferrari       | Parque Independencia | Verslag |
| 1948 | Jean-Pierre Wimille | Simca-Gordini | Parque Independencia | Verslag |
| 1947 | Achille Varzi       | Alfa Romeo    | Parque Independencia | Verslag |